# Fraiseuse
Pour les articles homonymes, voir Fraiseuse (homonymie).

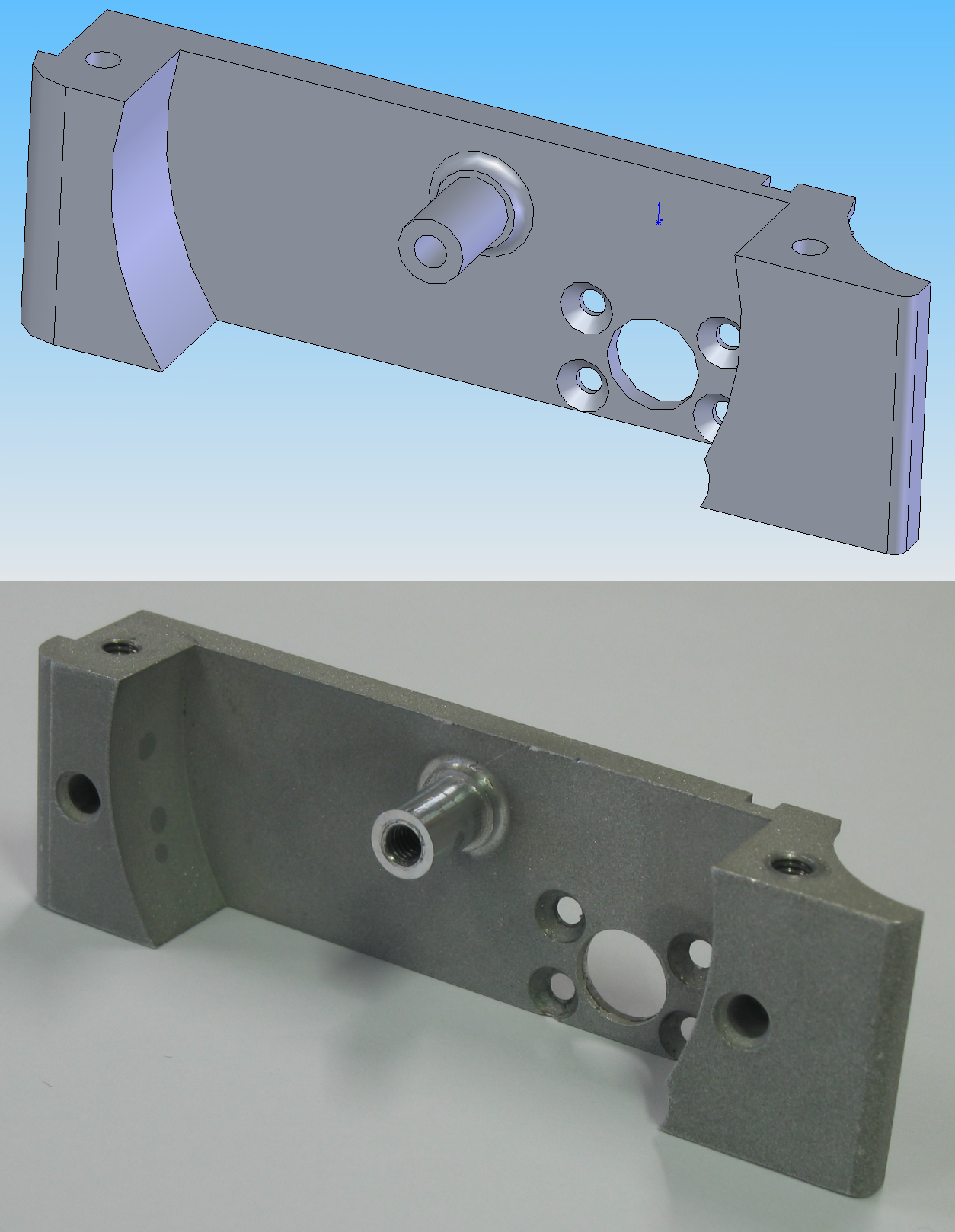
Modèle CAO tridimensionnel (haut) et des produits usinés (en bas).

Une fraiseuse est une machine-outil utilisée pour usiner tous types de pièces mécaniques, à l'unité ou en série, par enlèvement de matière à partir de blocs ou parfois d'ébauches estampées ou moulées, à l'aide d'un outil coupant nommé fraise. En dehors de cet outil qui lui a donné son nom, une fraiseuse peut également être équipée de foret, de taraud ou d'alésoir.
La fraise munie de dents est mise en rotation et taille la matière grâce à sa rotation et au mouvement relatif de la fraise par rapport à la pièce. La forme de la fraise est variable ; elle peut être cylindrique, torique, conique, hémisphérique ou quelquefois de forme encore plus complexe. La fraise et la pièce sont montées sur des glissières et peuvent se déplacer relativement suivant des coordonnées X, Y ou Z (on parle alors de fraiseuse trois axes).
Par convention, l'axe Z est l'axe de rotation de la broche, les axes X et Y sont contenus dans un plan perpendiculaire à Z. Les axes de rotation A, B et C sont respectivement axés sur X, Y ou Z.
Il existe des fraiseuses à quatre axes ou cinq axes.
Les caractéristiques physiques de la fraise, sa vitesse de rotation, son avance, dépendent de la matière à usiner, de la profondeur de travail et de la coupe. On utilise principalement le carbure de tungstène recouvert de revêtements résistant à l'abrasion du copeau.
Il existe les fraiseuses manuelles où les mouvements sont commandés par le fraiseur, les fraiseuses à apprentissage qui peuvent répéter les mouvements donnés une fois par l'opérateur (enregistrement des mouvements) et les fraiseuses à commande numérique où sont enregistrés des ordres de mouvement d'outil pour usiner une pièce complexe (pilotée par un programme informatique en langage ISO). Elles sont équipées d'un organe de contrôle informatique (automate programmable ou base PC) lui-même relié à un réseau. La CAO associée à la fabrication se nomme FAO ou CFAO.

## Typologie des versions manuelles

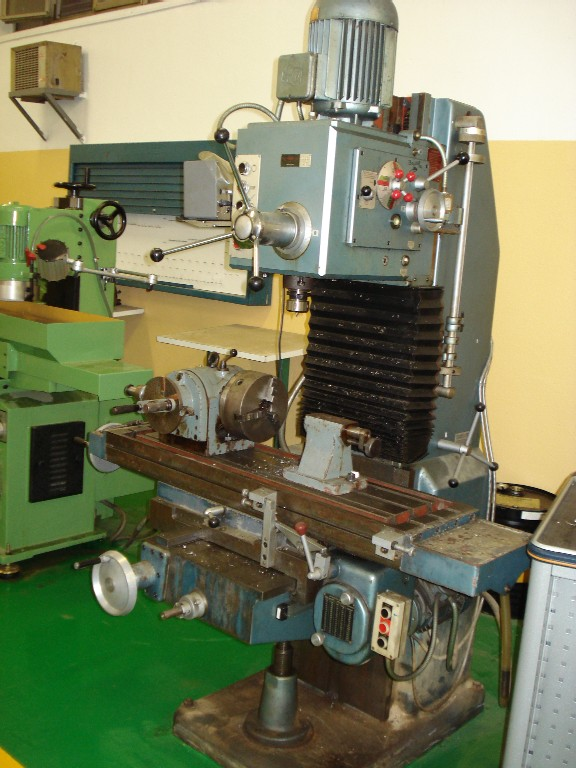
Fraiseuse verticale.

Avant l'avènement de la commande numérique, les fraiseuses étaient catégorisées de la façon suivante :

### Fraiseuse horizontale
La fraiseuse horizontale : l'axe de la broche est parallèle à la table. Cette solution permet aux copeaux de tomber et donc de ne pas rester sur la pièce. De cette manière, on n'usine pas les copeaux, et la qualité de la pièce est meilleure. Mais ce type de montage était surtout destiné à installer des fraises trois tailles ou fraises disques dans le but de réaliser des rainurages de profilés plats.

### Fraiseuse verticale
La fraiseuse verticale : l'axe de la broche est perpendiculaire à la table.

### Fraiseuse universelle
La fraiseuse universelle : l'axe de la broche est réglable :
- tête bi rotative, avec deux coulisses circulaires (perpendiculaires l'une par rapport à l'autre) ;
- tête oblique, avec deux coulisses circulaires (inclinée à 45°) ;
- tête articulée.

## Typologie des versions numériques
De nos jours, les machines à manivelles ont quasiment disparu, la commande numérique permet de faire bouger simultanément des axes qui étaient autrefois presque systématiquement fixes. Cela a entrainé une révision des classifications plus dépendantes des contraintes rencontrées au niveau des opérations d'usinage.

### Fraiseuse trois axes
- Broche verticale. L'axe Z est vertical.
- Broche horizontale. L'axe Z est horizontal.

Dans les deux cas, la fraise est perpendiculaire à la table, c'est la table qui se trouve positionnée de façon différente.
Dans les cas de la broche horizontale, il y a une meilleure évacuation des copeaux et du liquide de lubrification qui, sinon, peut s'accumuler dans les parties creuses, communément appelées baignoires.

### Fraiseuse quatre axes
C'est souvent une fraiseuse telle axes broche horizontale, dotée d'un plateau tournant. C'est une configuration très pratique en production industrielle mécanique (automobile, aviation etc.)

### Fraiseuse cinq axes
On peut trouver sous cette catégorie plusieurs topologies de construction.
Une fraiseuse 5 axes comporte toujours 3 axes linéaires (X, Y, Z) et 2 axes rotatifs à choisir parmi A, B et C.

Les machines vont se différencier par la position des axes rotatifs. Les 3 types sont :
- 2 axes sur tête (c'est la tête qui comporte les axes B et C). Les axes X, Y et Z étant sur la table ou sur la tête, ce détail de configuration n'étant pas déterminant. Configuration très répandues, elle permet d'usiner à peu près tous les types de pièces, mais peut souffrir de problèmes de puissance ou de rigidité. Le boum de l'UGV (Usinage à Grande Vitesse) a beaucoup contribué au développement de cette topologie ;
- 2 axes sur table ;
- 1 axe sur tête.

## Broche d'une fraiseuse
La broche assure le mouvement de rotation à l'outil de coupe (fraise). La fraise doit être fixée sur la broche par l'intermédiaire d'une douille, d'un mandrin ou de sa partie conique (si la fraise possède un cône).

## Fraiseuse à reproduire
Machine permettant l'usinage de surfaces complexes sans traçage préalable et sans outillages spéciaux. Les premières machines basées sur le système du pantographe demandant une habileté toute particulière de l'opérateur, sont remplacées par des commandes automatiques obéissant à des données numériques.

### Cônes
Le cône assure un très bon centrage de l'outil.
Il existe de nombreux types de cône :
- cône Morse / cône 5 % ;
- cône 7/24, ou Standard Américain (SA) ;
- cône W 20 ;
- cônes HSK ;
- cônes SK ;
- cône Bridgeport ;
- cônes Brown & Sharpe.

## Plateau diviseur
Un diviseur est un appareil qui se fixe sur la table de la fraiseuse et permet la création de pignons, engrenages, ... La pièce à travailler est insérée entre le diviseur et une contre poupée. La manivelle alidade du diviseur et un disque comportant un certain nombre de trous permettent la taille du nombre de dents désiré de la pièce. Depuis l'apparition des 5 axes à commandes numériques et surtout des machines spécialisées dans les tailles d'engrenage, ces dispositifs sont en voie de disparition.

## Usinage à grande vitesse
L'usinage à grande vitesse est un procédé d'usinage consistant à utiliser des avances par dents élevées, une vitesse de coupe très supérieure.

Les  avantages de la grande vitesse sont qu'une majorité de la chaleur est évacuée dans les copeaux, ce qui réduit le risque de surchauffe de la pièce et de l'outil et produit un état de surface bien meilleur.

## Sécurité des machines et prévention des risques professionnels
Une fraiseuse est une machine qui peut, si aucune mesure de prévention n'est prise, présenter des risques pour les opérateurs et tierces personnes amenés à les côtoyer.
Dans l’Union européenne, d'un point de vue réglementaire, la conception et l’utilisation d'une fraiseuse doivent être conformes, entre autres :
- à la directive "Machines" 2006/42/CE[2] pour la conception
- à la directive 2009/104/CE[3] qui s’adresse aux utilisateurs de machines

### Conception des fraiseuses destinées au marché européen
Conformément aux dispositions de la directive européenne "Machines" 2006/42/CE, les fabricants doivent réduire les risques dès la conception et respecter les Exigences Essentielles de Santé et de Sécurité listées dans son Annexe I.
Pour les aider dans leur démarche, les fabricants pourront s'appuyer sur la norme ISO 12100:2010 "Sécurité des machines — Principes généraux de conception — Appréciation du risque et réduction du risque" qui décrit les principes généraux de conception des machines, ainsi que sur les brochures INRS relatives à la prévention des risques mécaniques et à la conception des systèmes de commande.

### Utilisation des fraiseuses sur le territoire européen
Afin de préserver la santé et la sécurité des travailleurs, l’employeur doit s’assurer que les machines sont sûres et conformes et que leur utilisation n’expose pas les salariés à des risques, et ceci dans toutes leurs phases de vie.
À cet effet, il doit réaliser l’évaluation des risques liés à la machine dont les résultats seront transcrits dans le document unique d’évaluation des risques.
De plus, l’employeur a l’obligation de maintenir la machine en état de conformité (article 4.2 de la directive européenne 2009/104/CE).